# Xã Pierce, Quận Clermont, Ohio
Xã Pierce (tiếng Anh: Pierce Township) là một xã thuộc quận Clermont, tiểu bang Ohio, Hoa Kỳ. Năm 2010, dân số của xã này là 14.349 người.